# FLM
Az FLM egy magyar könnyűzenei együttes. Legismertebb slágereik a Rólad álmodom, a Nem kell másik, és a Megtalállak még volt. Utóbbi az Average White Band skót együttes "Let's Go Round Again" című számának feldolgozása.
A duó 1991-ben alakult Budapesten. Tagjai: Hoffer Dani és Császár Előd (Shane 54). A duó hat év alatt három albumot adott ki, majd 1997-ben feloszlott. Császár Előd 1997 áprilisában, Hoffer Dani 1997 októberében jelentkezett első szólólemezével.
Sokáig nem lehetett tudni, hogy az együttes nevében a három betű mit jelent. Az "FLM" névnek nem volt konkrét alapja, az együttes tagjai elmondták, hogy ez tulajdonképpen semminek nem a rövidítése. Az orvosi nyelvezetben a "fasciculus longitudinalis medialis" (agytörzs belső hosszanti idegkötege), emiatt egy időben elterjedt, hogy ebből eredt az együttes neve.
Közel 30 év kihagyás után, 2025. év elején tért vissza az együttes a „Ráncok a szemem alatt” című dallal, amely stílusa több korszakot is megidéz, domináns 80-as évekbeli hatással. 

## Albumok
- 1992 – A csütörtök túl messze van (MusicDome)
- 1993 – Megdöglöm érted (BMG)
- 1995 – Megtalállak még (BMG)